# 14 mai dans les chemins de fer
14 avril 14 juin
Chronologies thématiques
- Croisades
- Sports
- Disney

Cette page concerne les événements qui se sont déroulés un 14 mai dans les chemins de fer.

## Événements

### XIXesiècle
- 1880. France : Inauguration des sections Millau-Séverac le Chateau et Séverac le Chateau-Rodez du chemin de fer de Millau à Rodez (compagnie du Midi)

### XXesiècle
- 1999. Pologne : le président des chemins de fer polonais PKP annonce la suppression de 60 000 postes de cheminots (sur 206 000) avant 2003. Cette mesure suit la forte baisse des trafics de charbon.